# وینسنت براسیلیانو
وینسنت براسیلیانو (انگلیسی: Vincent Bracigliano؛ زادهٔ ۳۰ سپتامبر ۱۹۵۸) بازیکن فوتبال اهل فرانسه است.
از باشگاه‌هایی که در آن بازی کرده‌است می‌توان به باشگاه فوتبال نیم المپیک، باشگاه فوتبال نانت، و باشگاه فوتبال متس اشاره کرد.